# Терновское сельское поселение (Острогожский район)
Терновское се́льское поселе́ние — муниципальное образование в Острогожском районе Воронежской области Российской Федерации.
Административный центр — село Терновое.

## История
Статус и границы сельского поселения установлены Законом Воронежской области от 2 декабря 2004 года № 88-ОЗ «Об установлении границ, наделении соответствующим статусом, определении административных центров муниципальных образований Грибановского, Каширского, Острогожского, Семилукского, Таловского, Хохольского районов и города Нововоронеж».

## Население
| 2000 | 2005  | 2010 | 2012 | 2013 | 2014 | 2015 |
| ---- | ----- | ---- | ---- | ---- | ---- | ---- |
| 929  | ↗1038 | ↘871 | ↘833 | ↘807 | ↘792 | ↘783 |
| 2016 | 2017  | 2018 |      |      |      |      |
| ↘772 | ↘770  | ↘736 |      |      |      |      |

## Состав сельского поселения
| № | Населённый пункт | Тип населённого пункта       | Население |
| - | ---------------- | ---------------------------- | --------- |
| 1 | Гослесопитомника | посёлок                      | ↘1        |
| 2 | Ездочное         | село                         | ↘164      |
| 3 | Терновое         | село, административный центр | ↘704      |